# Sumber Rejeki (Pulau Rimau)
Sumber Rejeki is een bestuurslaag in het regentschap Banyuasin van de provincie Zuid-Sumatra, Indonesië. Sumber Rejeki telt 1064 inwoners (volkstelling 2010).